# Arcade (martyr)
Pour les articles homonymes, voir Arcade.
Arcade († 437), ou Arcadius est un martyr en Afrique durant la persécution des Vandales, avec ses compagnons les saints Paschase, Probe, Eutychien et l'enfant Paulille, mort des sévices de vieillards pédophiles. Ils sont fêtés localement le 13 novembre.

## Liens
- Notices d'autorité :   - VIAF
  - IdRef